# Ефеб Крітіоса

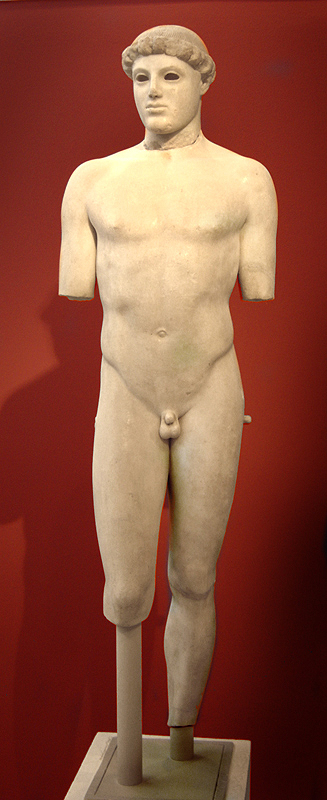
Ефеб Крітіоса. Мармур, 480 рік до нашої ери. Музей Акрополя, Афіни.

Мармуровий Ефеб Крітіоса або Хлопчик Крітіоса належить до ранньокласичного періоду давньогрецької скульптури. Це перша статуя класичної давнини, в якій використовується контрапосто.  Кеннет Кларк назвав це «першим красивим оголеним тілом у мистецтві» Цілком можливо, навіть імовірно, що раніше цю техніку використовували для бронзових статуй, але якщо й застосовували, то вони не збереглися. Сьюзен Вудфорд припускає, що статуя є копією бронзового оригіналу. Хлопчик Крітіоса отримав таку назву, тому що, за свідченнями, він приписується Критіосу, який працював разом із Несіотами (скульпторами Гармодія та Арістогейтона) або з їхньою школою приблизно у 480 році до нашої ери. У теперішньому вигляді статуя значно менша за натуральну величину – 117 см,  включаючи опори, які замінюють відсутні ніжки.

## Відкриття
Статуя була розкопана в 1866 році в Афінському Акрополі, у Персершутті, що являє собою церемоніальне звалище, де афіняни поховали уламки священних артефактів, знищених мародерською перською армією в 480 році до нашої ери. Він перебуває в Музеї Акрополя в Афінах поблизу місця, де його й знайшли. Тулуб було відшукано в 1865 році під час розкопок фундаменту старого музею в афінському Акрополі, проте голова цієї статуї була віднайдена через двадцять три роки між музеєм та південною стіною Акрополя, на останньому етапі руйнувань під час перських війн. Цей факт разом з аналізом його стилю є суттєвим для датування статуї.

## Значення
Не дивлячись на те чи був Крітіос новатором, чи ні, з хлопчиком Крітіоса (ефебом) грецький художник опанував повне розуміння того, як різні частини тіла діють як система. Статуя не має стійкої і жорсткої пози як для архаїчного стилю. Ефеб Крітіоса демонструє більш розслаблену та натуралістичну позу, відому як контрапост. Ця позиція викликає ланцюжок анатомічних подій: коли таз висувається по діагоналі вгору з лівого боку, права сідниця розслабляється, хребет набуває вигин «S», а лінія плеча опускається зліва, щоб протидіяти дії таза. Серед класичних грецьких скульптур Ефеб Крітіоса являє собою «Канон Полікліта» та його учнів.
Він встановив правило для пізніших скульпторів, таких як Пракситель і Лісіпп, чиє контрапосто підкреслено більше, ніж «тонка рівновага контуру та осі, що має бути основою класичного мистецтва», продемонстрована  Хлопчиком Крітіоса як «делікатна рівновага руху»
Ефеб Крітіоса вказує на ряд інших важливих нововведень, які відрізняють його від архаїчних куросів сьомого та шостого століть до нашої ери. Архаїчний стиль більше опирався на геометричні форми для визначення контурів людського тіла. М’язова і скелетна структура Ефеба Крітіоса зображені з реалістичною точністю плоті та кісток, з природно розширеною грудною кліткою, ніби під час дихання, з розслабленою позицією та вужчими стегнами. Скульптори почали відходити від правил архаїчного стилю і слідувати зближенню до природи. Як останній елемент класичного періоду, архаїчна посмішка була повністю замінена точним переведенням губ і строгим виразом лиця, що характеризувало перехідний суворий стиль. Він був створений в ту саму епоху, що і голова Акрополя білявого Куроса і група "тираницидів" Гармодія та Арістогейтона. Хорошим прикладом для порівняння є мармурова статуя ефеба в музеї в Агрідженто.

## Зовнішні посилання
- Der Kritios-Knabe: вид спереду
- Вид збоку
- Музей Virtuelles Antiken [Архівовано 12 березня 2016 у Wayback Machine.]
- Зображення [Архівовано 25 липня 2011 у Wayback Machine.]
- Стародавня Греція [Архівовано 15 березня 2016 у Wayback Machine.]
- Пучки [Архівовано 26 травня 2006 у Wayback Machine.]
- Інтерактивне 3D-сканування верхньої частини тулуба з низькою роздільною здатністю на основі браузера